# 이정래 (1899년)
이정래(李晶來, 1899년 종로 - 1989년 7월 28일)는 대한민국의 정치인이다. 제헌, 제5대, 제6대 국회의원을 역임하였다.

## 약력
- 사립 중앙학교 3학년 수료
- 도쿄 정칙영어학교 입학
- 와세다 대학교 전문부 정치경제학과 수료
- 일본 교토 제국대학 경제학부 졸업
- 한국민주당 발기인
- 동광당서점주식회사 경영
- 한국마사회 부회장
- 1948년 5월 10일 : 제헌 국회의원(전남 보성)

## 역대 선거 결과
|  | 36.01% |

|  | 20.87% |

|  | 15.19% |

|  | 42.99% |

|  | 35.0% |

|  | 48.07% |

|  | 46.10% |

## 참고 자료
- 《대한민국 의정총람》, 국회의원총람발간위원회, 1994년
- 이정래 - 대한민국헌정회